# Kijŏng-dong
Kijŏngdong, Kijŏng-dong lub Kijŏng tong (kor. 기정동) – wieś położona w P’yŏnghwa-ri (hangul: 평화리; hancha: 平和里), w Korei Północnej, usytuowana w Koreańskiej Strefie Zdemilitaryzowanej. Znana również jako Wioska pokoju (hangul 평화촌; hancha: 平和村; transkrypcja McCune’a-Reischauera: p’yŏnghwach’on), przez media zachodnie i południowokoreańskie nazywana Wioską Propagandy. Kijŏng-dong jest jedną z dwóch wsi, które mogły pozostać w czterokilometrowej Koreańskiej Strefie Zdemilitaryzowanej, powstałej na mocy rozejmu w 1953, zawieszającego wojnę koreańską. Drugą wioską jest południowokoreańska Daseong-Dong, oddalona o 2 kilometry.

## Historia
Oficjalne stanowisko rządu Korei Północnej mówi, że wieś zamieszkiwana jest przez 200 rodzin i że na jej terenie działają centrum opieki nad dziećmi, przedszkola, szkoły podstawowe i średnie oraz szpital, jednak obserwacje Południa sugerują, że miasteczko jest faktycznie niezamieszkane. Zbudowane wielkim kosztem w 1950 roku, rzekomo miało na celu propagandę i zachęcanie Koreańczyków z Południa do dezercji i jako dom dla żołnierzy pracujących przy artylerii, na fortyfikacjach i w podziemnych bunkrach, znajdujących się na strefie przygranicznej. Chociaż wstęp do wioski jest wzbroniony, jest to jedyna osada w Korei Północnej bezpośrednio widoczna z południowokoreańskiej strefy zdemilitaryzowanej.
W Kijŏng-dong jest wiele jaskrawo pomalowanych, betonowych wielopiętrowych budynków i mieszkań. Większość z nich pozornie posiada energię elektryczną – te udogodnienia stanowiły luksus dla każdej wsi koreańskiej w 1950 roku (kiedy została zbudowana) na Północy, jak również na Południu. Miasteczko zostało tak zorientowane, że błękitne dachy i białe ściany budynków, obok ogromnej flagi KRLD są najbardziej wyróżniającą się cechą, widoczną zza granicy. Badania nowoczesnymi obiektywami teleskopowymi pokazuje jednak, że budynki są tylko betonowymi szkieletami: brakuje szyb, a nawet wnętrz pokoi. Oświetlenie budynku jest włączane i wyłączane w określonych godzinach, starając się zachować złudzenie aktywności.
Do roku 2005 megafony zamontowane na kilku budynkach przekazywały treści propagandowe skierowane na południe. Pierwotnie wychwalano Koreę Północną i zachęcano niezadowolonych żołnierzy i rolników, by przechodzili przez granicę. Na Północy mieli być traktowani jak bracia. Ostatecznie przyczyniło się to do niewielkiej ilości dezercji, dlatego zmieniono treści na potępiające zachodnie wypowiedzi, komunistyczną propagandę i patriotyczną muzykę marszową o wysokim poziomie głośności do 20 godzin dziennie.
W latach 80. XX wieku rząd Korei Południowej zarządził budowę masztu o wysokości 98,4 m ze 130-kilogramową flagą Korei Południowej w Daeseong-dong. Rząd Korei Północnej odpowiedział zbudowaniem wyższego, mierzącego 160 m masztu z 270 kilogramową flagą w Kijŏng-dong, 1,2 km na zachód od granicy z Koreą Południową, nazwano to „wojną masztów”. Maszt był drugim pod względem wysokości na świecie, po maszcie Azerbejdżanu w Baku (162 m).